# Vasil Metodiev
Vasil Metodiev (bulgare : Васил Методиев), né le 6 janvier 1935 à Sveti Vratch en Bulgarie et mort le 29 juillet 2019 à Sofia (Bulgarie), est un joueur de football international bulgare qui évoluait au poste de milieu de terrain, avant de devenir ensuite entraîneur.

## Biographie

### Carrière de joueur

#### Carrière en club
Avec le club du Lokomotiv Sofia, Vasil Metodiev remporte un championnat de Bulgarie. Avec cette même équipe, il joue 4 matchs en Coupe d'Europe des clubs champions lors de la saison 1964-1965.

#### Carrière en sélection
Avec l'équipe de Bulgarie, Vasil Metodiev joue 17 matchs, sans inscrire de but, entre 1960 et 1966. Il reçoit sa première sélection en équipe nationale le 23 novembre 1960 contre l'Allemagne de l'Ouest, et sa dernière le 16 mai 1965 contre la Pologne.
Il figure dans le groupe des sélectionnés lors de la Coupe du monde de 1966. Lors du mondial organisé en Angleterre, il ne joue aucun match. Il dispute toutefois trois matchs comptant pour les éliminatoires du mondial 1962.

### Carrière d'entraîneur
Vasil Metodiev dirige à plusieurs reprises les joueurs du Lokomotiv Sofia et du Levski Sofia. Avec ces deux équipes, il participe à la Coupe d'Europe des clubs champions, à la Coupe de l'UEFA et à la Coupe des coupes.
Avec le club du Levski Sofia, il remporte trois championnats de Bulgarie et deux Coupes de Bulgarie.

## Palmarès
| Lokomotiv Sofia - Championnat de Bulgarie (1) : - Champion : 1963-64. |  | Levski Sofia - Championnat de Bulgarie (3) : - Champion : 1983-84, 1984-85 et 1987-88. - Coupe de Bulgarie (2) : - Vainqueur : 1983-84 et 1990-91. - Finaliste : 1984-85 et 1987-88. |